# Diclorofen
Diclorofenul este un antihelmintic derivat de fenol, având și proprietăți antimicrobiene, fungicide și germicide. Medicamentul este disponibil pentru uz veterinar, fiind utilizat în tratamentul parazitozelor produse de cestode, la câini și pisici.